# Mahadai Das
Mahadai Das là một nhà thơ gốc Guyan. Cô sinh ra ở Ecère, East Bank Demerara, Guyana, vào năm 1954. Cô viết thơ từ những ngày đầu đi học tại trường trung học The Bishops, Georgetown. Cô đã lấy bằng cử nhân đầu tiên tại Đại học Guyana và nhận bằng cử nhân triết học tiếp sau đó tại Đại học Columbia, New York, và còn nữa, cô bắt đầu chương trình tiến sĩ Triết học tại Đại học Chicago trong sự nghiệp. Das bị ốm và không bao giờ hoàn thành chương trình này nữa.
Cô là một vũ công, diễn viên, giáo viên và đồng thời được mệnh danh là nữ hoàng sắc đẹp, từng là thành viên tình nguyện của Dịch vụ quốc gia Guyana vào khoảng năm 1976 và là một phần của Tập đoàn Messenger quảng bá các loại hình nghệ thuật 'Coolie' vào thời điểm văn hóa Indo-Guyan gần như bị loại khỏi quốc gia này. Cô là một trong những phụ nữ Ấn-Caribbean đầu tiên có tác phẩm được xuất bản. Thơ của cô rõ ràng liên quan đến bản sắc dân tộc, một cái gì đó tương phản với cô với các nhà thơ nữ Ấn-Caribbean khác. Một chủ đề khác trong văn học và tác phẩm của cô là điều kiện làm việc tại các đảo Caribbean. Một chiếc lá trong cảm nhận âm thanh của Das đã được đưa vào một bài viết về "10 nữ tác giả Caribbean bạn nên biết".
Cô qua đời vào năm 2003, vì căn bệnh liên quan đến tim mạch, khiến cô phải chịu đựng hôn mê 10 ngày trước khi qua đời.

## Tác phẩm
- Xương (Peepal Tree Press Ltd., 1988)
- Một chiếc lá bên tai: Những bài thơ chọn lọc (Peepal Tree Press Ltd., 2010)

Một số bài thơ của cô đã được đưa vào Sách Thơ của vùng Caribbean (Heinemann, 1992).